# Era Vulgaris
Albums de Queens of the Stone Age
Lullabies to Paralyze
(2005) ...Like Clockwork
(2013)
Era Vulgaris est le cinquième album du groupe de stoner rock Queens of the Stone Age sorti en 2007.
L'album est sorti le 12 juin 2007 et comprend onze titres. On notera la participation au chant de Mark Lanegan, Trent Reznor (Nine Inch Nails) (mais la chanson éponyme Era Vulgaris sur laquelle il participe n'apparaîtra pas sur l'album) et Julian Casablancas (The Strokes). Pour accompagner sa sortie, le groupe fait une tournée européenne passant par les Eurockéennes de Belfort, le Furia Festival, le Rock Werchter et le Greenfield Festival.

## Liste des titres
| 1.          | Turnin' on the Screw               | 5 min 20 s |
| 2.          | Sick, Sick, Sick                   | 3 min 34 s |
| 3.          | I'm Designer                       | 4 min 04 s |
| 4.          | Into the Hollow                    | 3 min 42 s |
| 5.          | Misfit Love                        | 5 min 39 s |
| 6.          | Battery Acid                       | 4 min 06 s |
| 7.          | Make It Wit Chu                    | 4 min 50 s |
| 8.          | 3's & 7's                          | 3 min 34 s |
| 9.          | Suture Up Your Future              | 4 min 37 s |
| 10.         | River in the Road                  | 3 min 19 s |
| 11.         | Run, Pig, Run                      | 4 min 40 s |
| 12.         | The Fun Machine Took a Shit & Died | 6 min 55 s |
| 47 min 53 s |                                    |            |